# Temperatura radiant
La temperatura radiant o la temperatura radiant mitjana es defineix com la temperatura uniforme d'un recinte imaginari en què la transferència de calor radiant des del cos humà és igual a la transferència de calor radiant en el precís recinte no uniforme.
La temperatura radiant té en compte la calor emesa per radiació dels elements de l'entorn. Es pren amb un termòmetre de bulb, que té el dipòsit de mercuri tancat en una esfera o bulb metàl·lic de color negre, per a assemblar-lo el més possible a un cos negre i així absorbir la màxima radiació. Per a anul·lar en tant que siga possible l'efecte de la temperatura de l'aire, el bulb negre s'aïlla en altre bulb que es va fer al buit.
Les mesures es poden prendre sota el Sol o sota ombra. En el primer cas es tindrà en compte la radiació solar, i es donarà una temperatura bastant més elevada.
També serveix per a donar una idea de la sensació tèrmica. La temperatura de bulb negre fa una funció semblant, donant la combinació de la temperatura radiant i l'ambiental.